# Amphipoea ussuriensis
Amphipoea ussuriensis är en fjärilsart som beskrevs av Petersen 1914. Amphipoea ussuriensis ingår i släktet Amphipoea och familjen nattflyn. Inga underarter finns listade i Catalogue of Life.